# Référendums liechtensteinois de 1989
Quatre référendums ont lieu au Liechtenstein en 1989. Les deux premiers le 19 mars sur une extension des référendums facultatifs aux traités internationaux et sur une modification de l'assurance santé nationale, et les deux suivants le 3 décembre sur une extension du pouvoir de contrôle du gouvernement au pouvoir judiciaire et sur la création facilitée de commissions d'enquêtes parlementaires.

## Premier référendum de mars

### Contenu
Le référendum porte sur l'extension explicite de l'objet des référendums facultatifs à certains traités internationaux.

### Contexte
Il s'agit d'une initiative populaire de la Liste libre proposant d'introduire un article 66bis à la constitution du Liechtenstein afin qu'il soit explicitement possible d'organiser un référendum facultatif sur les traités conclus par le gouvernement sur les sujets suivants :
- les traités internationaux permanents et sans possibilité de retrait ;
- l'entrée dans une communauté supranationale ou une organisation de sécurité collective ;
- les traités internationaux ayant un impact important sur l'environnement.

Un tel référendum a lieu si plus de trois communes ou plus de 1 000 inscrits sur les listes électorales en signent la demande.
De plus, le Landtag peut de lui-même proposer les traités de cette nature à la votation populaire (article 84-2)
L'initiative ayant réuni 1 902 signatures, soit celles de plus de 1 500 inscrits, elle est présentée au Landtag  dans le cadre de l'article 64-2 de la constitution.

### Résultats
| Choix                           | Votes  | %     |
| ------------------------------- | ------ | ----- |
| Pour                            | 3 644  | 43,22 |
| Contre                          | 4 787  | 56,78 |
| Votes blancs et invalides       | 203    | –     |
| Total                           | 8 634  | 100   |
| Inscrits/Participation          | 13 306 | 64,88 |
| Source: Démocratie Directe (de) |        |       |

## Second référendum de mars

### Contenu
Le référendum porte sur une modification de la loi sur l'assurance santé, notamment sur la fixation de certain tarifs.

### Contexte
Il s'agit d'un référendum facultatif d'origine populaire : dans le cadre de l'article 66 de la constitution, le projet de loi voté par le Landtag fait l'objet d'une demande de mise à la votation par un minimum de 1000 inscrits.

### Résultats
| Choix                           | Votes  | %     |
| ------------------------------- | ------ | ----- |
| Pour                            | 4 976  | 59,00 |
| Contre                          | 3 458  | 41,00 |
| Votes blancs et invalides       | 195    | –     |
| Total                           | 8 629  | 100   |
| Inscrits/Participation          | 13 306 | 64,85 |
| Source: Démocratie Directe (de) |        |       |

## Premier référendum de décembre

### Contenu
Le référendum porte sur l'extension des commissions de contrôle nommées par l’exécutif au pouvoir judiciaire.

### Contexte
Il s'agit d'une initiative populaire constitutionnelle de l'Union patriotique proposant de modifier l'article 63-1 de la constitution du Liechtenstein en ces termes :
- Le parlement possède un droit de contrôle sur l'ensemble de l'administration du pays [y compris le domaine judiciaire]; Il exerce ce droit par le biais de commission d'audit et de contrôle nommées par lui-même.

L'initiative ayant réunie les signatures de plus de 1 500 inscrits, elle est présentée au Landtag le 23 septembre 1989 dans le cadre de l'article 64-2 de la constitution. Elle est approuvée à l'unanimité par 12 voix mais, du fait de l'abstention des membres du Parti progressiste des citoyens, le quorum n'est pas atteint et l'initiative est rejetée, entraînant sa mise à la votation.

### Résultats
| Choix                           | Votes  | %     |
| ------------------------------- | ------ | ----- |
| Pour                            | 3 480  | 56,52 |
| Contre                          | 2 677  | 43,48 |
| Votes blancs et invalides       | 708    | –     |
| Total                           | 6 865  | 100   |
| Inscrits/Participation          | 13 425 | 51,13 |
| Source: Démocratie Directe (de) |        |       |

## Second référendum de décembre

### Contenu
Le référendum porte sur un assouplissement des conditions nécessaires au Landtag pour la création d'une commission d'enquête.

### Contexte
Il s'agit d'une initiative populaire constitutionnelle de la Liste libre proposant de supprimer l'article 63-3 de la constitution du Liechtenstein et de modifier l'article 63bis de manière à y inclure ces termes :
- Le parlement possède le droit de nommer une commission d'enquête et en a l'obligation si au moins un quart de ses membres de droit en font la demande

L'initiative ayant réunie les signatures de plus de 1 500 inscrits, elle est présentée au Landtag le 23 septembre 1989 dans le cadre de l'article 64-2 de la constitution. Elle est approuvée à l'unanimité par 16 voix le 23 septembre 1989 mais le quorum n'étant pas atteint l'initiative est rejetée, entraînant sa mise à la votation. 

### Résultats
| Choix                           | Votes  | %     |
| ------------------------------- | ------ | ----- |
| Pour                            | 3 913  | 58,84 |
| Contre                          | 2 737  | 41,16 |
| Votes blancs et invalides       | 330    | –     |
| Total                           | 6 980  | 100   |
| Inscrits/Participation          | 13 425 | 52,36 |
| Source: Démocratie Directe (de) |        |       |